# Santo Inácio do Piauí
Santo Inácio do Piauí là một đô thị thuộc bang Piauí, Brasil. Đô thị này có diện tích 895,671 km², dân số năm 2007 là 3589 người, mật độ 4,01 người/km².